# Parafia Przemienienia Pańskiego we Wrześciu
Parafia Przemienienia Pańskiego we Wrześciu – parafia rzymskokatolicka, znajdująca się w diecezji pelplińskiej, w dekanacie Główczyce.